# Ela Bhatt

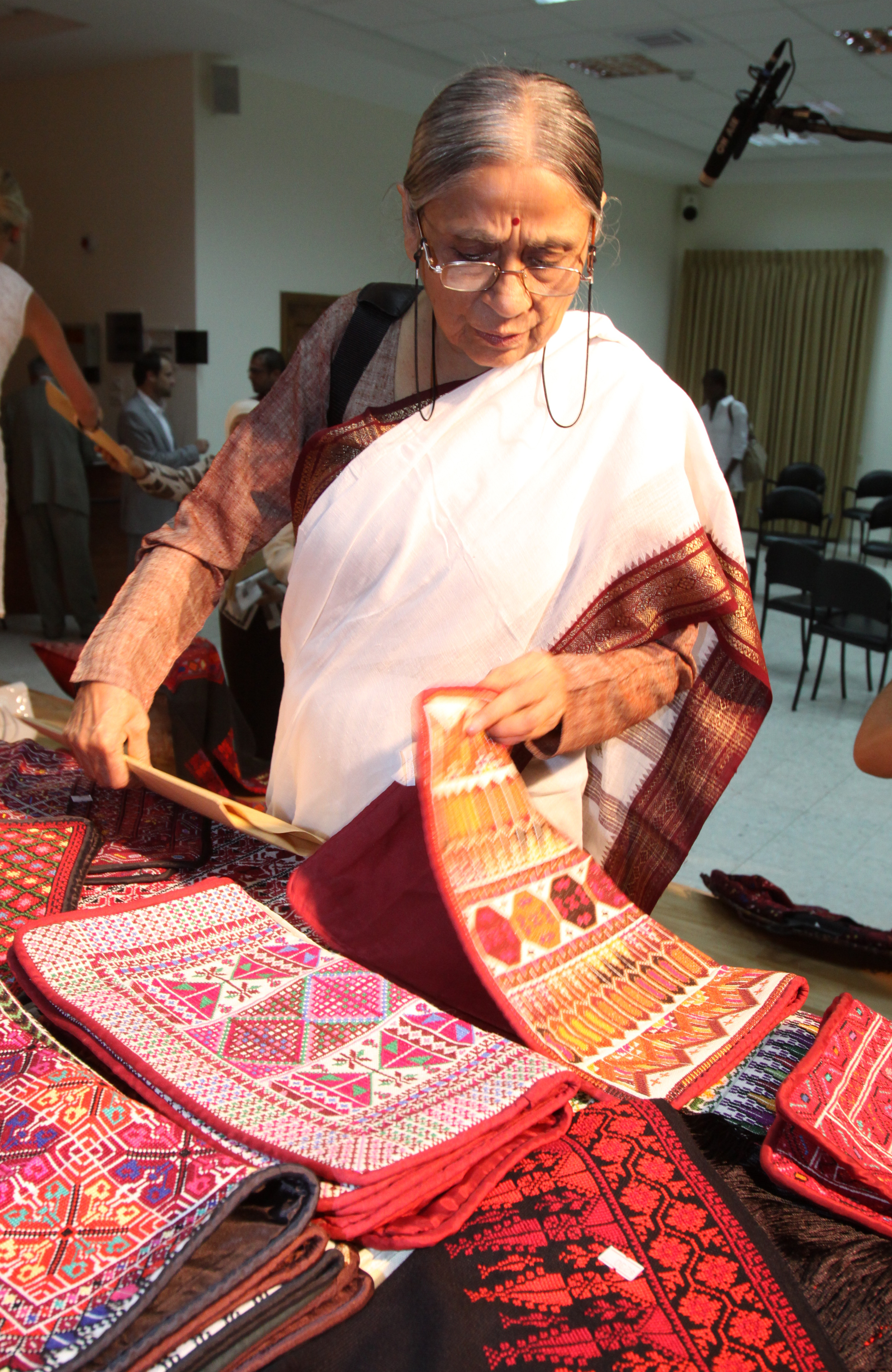
Ela Bhatt (2009)

Ela Ramesh Bhatt (* 7. September 1933 in Ahmedabad, Indien; † 2. November 2022 ebenda) war eine indische Gewerkschafterin und Parlamentsabgeordnete. 1972 gründete sie die SEWA, eine Gewerkschaft für selbstständige Frauen. Sie zählte 2007 zu den Gründungsmitgliedern der Gruppe The Elders und gehörte ihr bis 2016 an.

## Leben
Ela Bhatt wurde als zweite von drei Töchtern in einer mittelständischen indischen Familie in Ahmedabad geboren. Ihr Großvater mütterlicherseits, der mehrmals verhaftet wurde, war Arzt und folgte Mahatma Gandhi. Ihre Mutter beteiligte sich an der Frauenbewegung, ihr Vater hatte eine gutgehende Anwaltskanzlei. Ela Ramesh verbrachte ihre Kindheit in Surat.
Nach der Sarwajanik Girls High School von 1940 bis 1948 schloss sie 1952 die Gujarat University mit dem Bachelor in Englisch ab. Sie studierte Jura und erhielt 1954 eine Goldmedaille für ihre Arbeit über Hindugesetze. Der Englischunterricht an der Shrimati Nathibai Damodardas Thackersey Women’s University in Bombay stellte sie nicht zufrieden. Sie wechselte zu der Rechtsabteilung der Textilarbeitervereinigung in Ahmedabad. 1968 übernahm sie die Führung deren Frauenabteilung. 1972 gründete sie die Self Employed Women’s Association, SEWA, als eine Gewerkschaft für selbständige Frauen, die heute an die 1 Million Mitglieder hat. In ihr sind selbständige Frauen organisiert, die in Indien kein regelmäßiges Einkommen haben und keine Sozialleistungen beziehen. Das Ziel ist es, die Frauen in eine vollwertige Arbeit zu bringen. Ebenfalls gründete Bhatt u. a. die Schwesterorganisation Shree Mahila Sewa Sahakari Bank Ltd. 1979 war sie Mitbegründerin und Präsidentin der Women’s World Banking.
Von 1986 bis 1988 wurde Bhatt vom indischen Präsidenten als Mitglied des Oberhauses des indischen Parlaments, der Rajya Sabha, berufen.
Ela Bhatt war von der Gründung 2007 bis 2016 Mitglied des Zusammenschlusses von herausragenden ehemaligen Staatsmännern und -frauen, Friedensaktivisten, Menschenrechtlern sowie prominenten Intellektuellen The Elders, der 2007 von Nelson Mandela auf Initiative von Peter Gabriel und Richard Branson gegründet wurde. Ziel der Gruppe ist es, die Erfahrung, die Beziehungen und den öffentlichen Einfluss der Mitglieder zur Lösung globaler Probleme einzusetzen.
Bhatt war seit 1956 mit Ramesh Bhatt verheiratet. Aus der Verbindung gingen die Kinder Amimayi (* 1958) und Mihir (* 1959) hervor. Bhatt starb am 2. November 2022 im Alter von 89 Jahren in ihrer Geburtsstadt Ahmedabad.

## Ehrungen und Auszeichnungen
- 1977 Ramon-Magsaysay-Preis[11]
- 1982 Susan B. Anthony Award for National Integration. India, 1982.
- 1984 Right Livelihood Award[12]
- 1985 Padma Shri[13]
- 1986 Padma Bhushan[13]
- 1993 Ehrendoktortitel des Haverford College[14]
- 1994 CARE Humanitarian Award[15]
- 1994 Ehrendoktortitel der Temple University[16]
- 1996 Vishwa Gurjari[15]
- 2000 Asia Society Award[15]
- 2001 Ehrendoktortitel von Harvard University[17]
- 2002 Ehrendoktortitel der Yale University[18]
- 2003 Public Health Hero – International Hero[19]
- 2003 Dr. V. Krishnamurthy Award[15][20]
- 2004 Lal Bahadur Shastri Award[21]
- 2004 Lakshmipat Singhania – IIM, Lucknow National Leadership Awards[22]
- 2005 Global Women’s Leadership Award[23]
- 2006 Indiantelevision Zee Astitva Avard – Lebenswerk[24]
- 2007 Ehrendoktortitel der Universität von KwaZulu-Natal[25]
- 2007 William Benton Medal[26] der Universität von Chicago
- 2007 Ernst & Young Entrepreneur Of The Year-Social Award[27]
- 2008 L-RAMP Award[28]
- 2010 Niwano-Friedenspreis
- 2012 Four Freedoms Award, in der Kategorie Freiheit von Not[29]